# Benwenut
Benwenut – imię męskie pochodzenia łacińskiego oznaczające "dobrze, że przyszedłeś".
Forma żeńska: Benwenuta
Benwenut imieniny obchodzi 22 marca, 5 maja i 27 czerwca.